# Ulga na dzieci
Ulga na dzieci (ulga prorodzinna) – jedna z ulg podatkowych w polskich przepisach prawa podatkowego. Polega na odliczeniu od podatku dochodowego ustalonych w ustawie kwot.

## Beneficjenci ulgi
Beneficjentami ulgi na dzieci są podatnicy, którzy w stosunku do małoletniego dziecka:
- wykonywali władzę rodzicielską,
- pełnili funkcję opiekuna prawnego, jeżeli dziecko z nim zamieszkiwało,
- sprawowali opiekę poprzez pełnienie funkcji rodziny zastępczej.

Podatnicy wychowujący jedno dziecko mają prawo do ulgi na dzieci, jeżeli ich dochód w trakcie roku nie przekroczył kwoty 56 000 zł. W przypadku małżeństw kwota ta wynosi 112 000 zł. 
Prawo do odliczenia ulgi na dzieci
Ulga prorodzinna przysługuje dla osób, które wychowują: 
- dzieci małoletnie,
- dzieci, które otrzymują zasiłek pielęgnacyjny lub rentę socjalną,
- dzieci w wieku 18-25 lat, które uczą się lub studiują i w roku podatkowym nie uzyskały dochodu wyższego niż 3089 zł (do wysokości dochodu nie wlicza się renty rodzinnej).

Brak prawa do odliczenia ulgi na dzieci
Ulga prorodzinna nie przysługuje, jeśli w roku podatkowym
- dziecko lub rodzic prowadziło działalność gospodarczą opodatkowaną ryczałtem lub podatkiem liniowym,
- dziecko zostało umieszczone w placówce zapewniającej całodobowe utrzymanie,
- dziecko wstąpiło w związek małżeński.

## Stawki ulgi na dzieci
Od 2014 roku ulga na dzieci, za każdy miesiąc kalendarzowy sprawowania opieki wynosi:
- przy opiece nad jednym dzieckiem - 92,67 zł,
- przy opiece nad dwojgiem dzieci - 92,67 zł za każde dziecko,
- przy opiece nad trojgiem dzieci - 92,67 zł za pierwsze i drugie dziecko, 166,67 zł za trzecie dziecko,
- przy opiece nad czworgiem i większą liczbą dzieci - 92,67 zł za pierwsze i drugie dziecko, 166,67 zł za trzecie dziecko, 225 zł za czwarte i kolejne dzieci.

Odliczenie z tytułu ulgi na dzieci nie może przekroczyć sumy przekazanych w trakcie roku podatkowego składek na ubezpieczenia społeczne oraz na ubezpieczenie zdrowotne.
Ulga prorodzinna a etapy życia dziecka
Rozliczenie ulgi na dziecko w poszczególnych etapach życia dziecka wygląda następująco:
1. W przypadku narodzin dziecka - ulgę oblicza się za pełne miesiące poczynając od miesiąca, w którym urodzono dziecko.
2. W przypadku ślubu dziecka - ulgę oblicza się za miesiące, w których dziecko nie pozostawało w związku małżeńskim.
3. W przypadku ukończenia przez dziecko 25 lat - ulgę oblicza się za miesiące poprzedzające 25 urodziny kończąc na miesiącu 25-letnich urodzin (miesiąc 25-letnich urodzin uwzględnia się przy obliczaniu ulgi).
4. W przypadku zakończenia nauki przez dziecko - ulgę oblicza się za pełne miesiące kończąc na miesiącu ukończenia nauki (miesiąc ukończenia nauki uwzględnia się przy obliczaniu ulgi).

Ulga prorodzinna za miesiące wakacyjne
1. W przypadku uczniów kontynuujących naukę w szkole po wakacjach, ulga przysługuje za cały rok (12 miesięcy).
2. W przypadku maturzystów, którzy nie podejmą nauki na studiach, ulga przysługuje także za miesiące wakacyjne.
3. W przypadku maturzystów, którzy podejmą naukę na studiach, ulga przysługuje za cały rok.
4. W przypadku studentów, którzy po studiach licencjackich podejmują naukę na studiach magisterskich, ulga przysługuje za cały rok. Jeżeli student nie podejmuje studiów magisterskich, to ulga przysługuje za miesiące nauki, łącznie z miesiącem, w którym złożono egzamin dyplomowy.